# قشربندی
قشربندی اجتماعی (به انگلیسی: Social stratification) اصطلاحی در دانش جامعه‌شناسی است که برای توصیف نابرابری‌های اجتماعی به کار می‌رود. قشربندی اجتماعی نابرابری‌های ساختارمند میان گروه‌بندی‌های مختلف مردم بر اساس مزایای اجتماعی چون قدرت، ثروت و دانش است. سلسله مراتب پایگاه اجتماعی، نظام قشربندی را تشکیل می‌دهد.

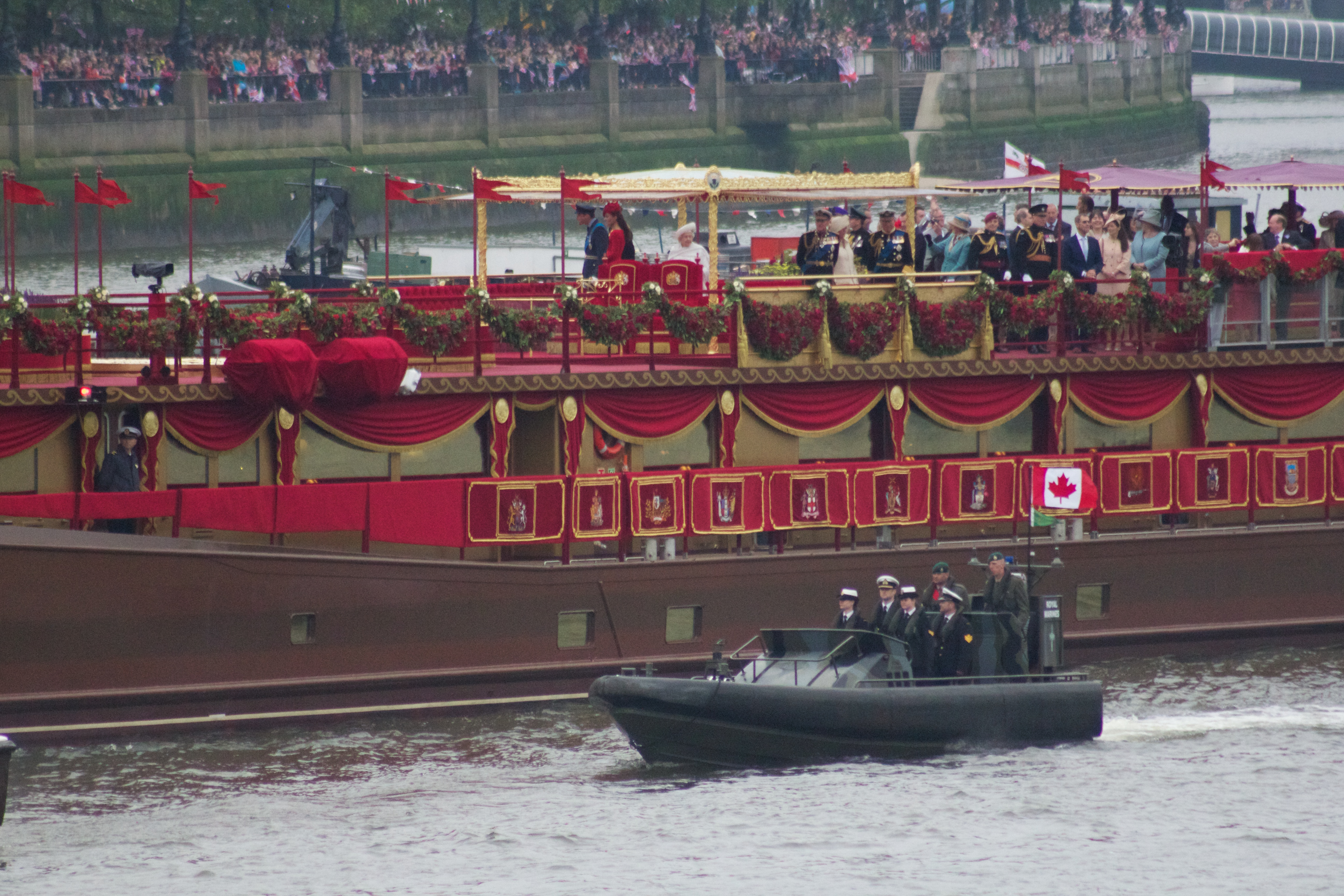
نمونه ای از قشربندی اجتماعی در بریتانیا.

جامعه‌شناسان بر مبنای این که برای کدام‌یک از مزایای اجتماعی اهمیت بیشتری قائل‌اند؛ قشربندی‌های متعددی انجام داده‌اند. برخی مهم‌ترین مزیت را ثروت دانسته‌اند و باورمندند که قدرت و دانش دو مزیت فرعی‌اند که از ثروت ناشی می‌شوند.
کارل مارکس از جامعه‌شناسانی است که برای نخستین بار نظریه قشربندی را با تمرکز بر ثروت مطرح کرد.
ماکس وبر از جامعه‌شناسان مخالف قشربندی بر اساس ثروت بود و قشربندی بر مبنای هرکدام از مزایا را جدا و مستقل می‌دانست. این نظریه ماکس وبر به نظریه قشربندی سه‌گانه مشهور شد.
در جوامعِ ابتدایی ممکن است این تقسیمات بر پایهٔ سن و جنسیت باشد، یعنی سالخوردگان از جوان‌ترها و مردان از زنان قدرت و دانشِ بیشتری داشته باشند. «سن» نیز همچنان از عواملِ قشربندی محسوب می‌شود. به این معنا که جوانان و سالخوردگان نسبت به گروهِ سنیِ میان سال قدرتِ کمتری دارند.
جامعه‌شناسان می‌گویند در جوامعِ صنعتیِ امروز مثلاً بریتانیا قشربندیِ اولیه بر پایهٔ طبقه اجتماعی است.
با این وجود، فمینیستها باورمندند نظامِ جنس / جنسیت نیز از شکل‌های اصلیِ قشربندی است، به این معنا که مردان نسبت به زنان از قدرت و دانش ِ بیشتری برخوردارند.
تفاوت‌های نژادی نیز مبنای مهمی در نظام قشربندی است؛ مثلاً سیاه‌پوستان نسبت به سفیدپوستان قدرت و دانش ِ کمتری دارند.
تقسیمِ میانِ جهانِ اول (کشورهای غربی) و جهانِ سوم نیز گویای رابطهٔ استثماری است و یکی از اصولِ قشربندی را تشکیل می‌دهد